# Ампирная мода

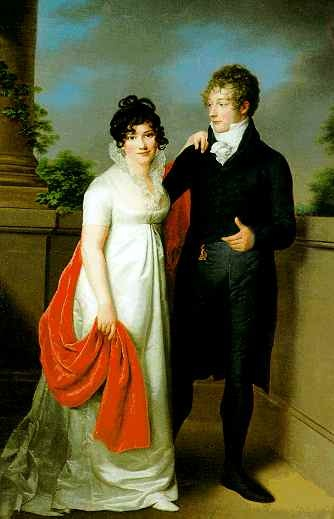
Ф. К. Грёгер Свадебный портрет Эмилии и Йохана Филиппа Петерсонов (1806)

Ампи́рная мо́да охватывала период Директории (1795—1799 гг.), Консульства (1799—1804 гг.) и Первой империи (1804—1814 гг.) с некоторым влиянием на ранние годы Реставрации Бурбонов. Сформировавшись в революционной Франции, она получила дальнейшее развитие при Наполеоне и характеризовалась, как и другие проявления стиля ампир, интересом к античным образцам. Стиль продержался до 1820-х годов, постепенно сменившись викторианским.

## Характеристика
Мода этого времени развивалась в контрасте с пышной, избыточной модой XVIII века Старого порядка у французской аристократии, к которой после Великой французской буржуазной революции никто не хотел быть причастным. Люди начали одеваться с большей степенью самовыражения, нежели с прежним стремлением обозначения своего социального положения. Исчезли кринолины и парики, корсеты. Естественная потребность жить в гармонии с окружающим миром, пропагандируемая эпохой Просвещения, способствовала появлению нового костюма, а ориентация на Древнюю Грецию и Рим — возникновению моды а-ля антик.
В этот период появляются регулярные модные журналы, выходившие раз в месяц, которые помогали мужчинам и женщинам следить за изменениями в модных тенденциях.

## Женская мода

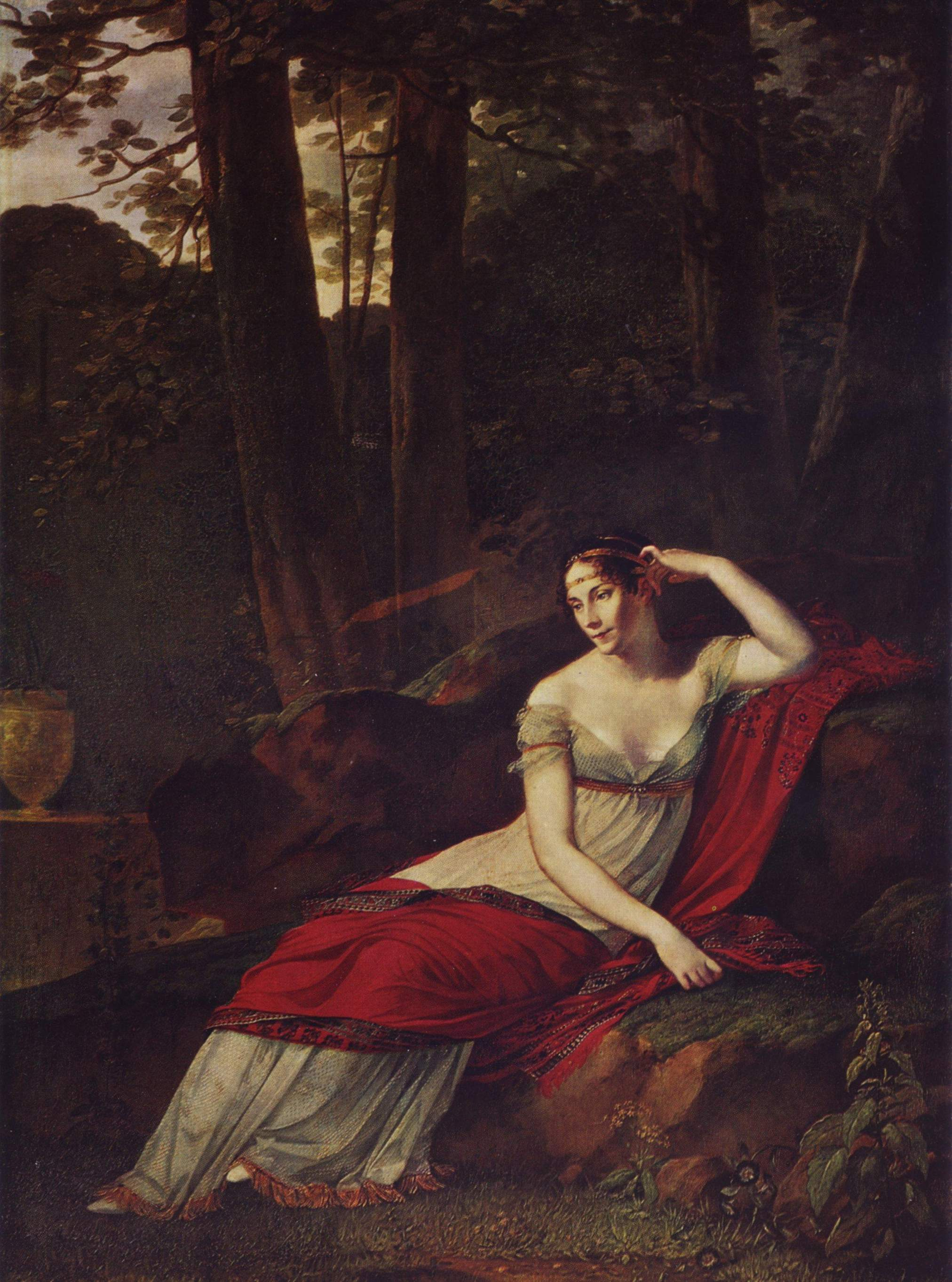
Пьер Поль Прюдон — Императрица Жозефина в парке Мальмезон (1805)

Практичное и свободное женское платье вошло в моду с оглядкой на рабочий класс женщин, подчёркивая размывшиеся границы между полами и классами, а жакеты и жилеты, пришедшие из мужского гардероба, обозначали возросшую мобильность женщин. Утягивающие корсеты уступили место силуэту с завышенной талией. Стремление к естественности привело к моде на демонстрацию натуральной фигуры, просвечивающей через ткань, и глубокое декольте. С подачи модниц периода Директории мервельёзов (Merveilleuses — причудницы) Терезы Тальен, Жозефины Богарне, мадемуазель Ланж в моду вошло то, что прежде считалось неприличным. Парижские острословы смеялись, что парижанкам достаточно одной только рубашки, чтобы быть одетыми по моде. Эта мода получила название а-ля соваж («a la sauvage» — нагая). В Англии её популяризовала Эмма Гамильтон.

«Всё в женском костюме было направлено на обрисовывание формы тела. Прозрачная батистовая рубашка позволяла видеть всю ногу, украшенную над коленом золотыми обручами. Если у женщины не видны были ноги от туфель до ягодиц, то говорили, что она не умеет одеваться. Когда дама шла, платье, кокетливо подобранное спереди и позади, обтягивающе показывало всю игру ягодиц и мускулов её ног при каждом шаге».

Но когда Наполеон стал императором, период революционных вольностей сошёл на нет, и хотя общий силуэт сохранился, оголяться дамы стали намного меньше, декольте поползло вверх. Ближе к 1804 году платье становится закрытым до шеи, появляются рукава, а шлейф полностью исчезает. Ещё через несколько лет слегка укоротилась юбка. Известна история о том, как Наполеон заметил красивую молодую даму в очень смелом наряде. Он громко вызвал её из толпы и грозно сказал: «Мадам, вы раздеты, идите оденьтесь!».
Период Империи ввёл тяжёлые шелка и бархат, массивные античные орнаменты, золотое шитьё на шлейфах платьев — их дизайн разработан к коронации Бонапарта. Ненадолго появились шёлковые платья с длинными шлейфами, вышитые золотом и серебром, широкие кружева и воротники «стюарт».
В княжествах Германии отказались от своей традиционной, скромной одежды и подхватили французскую и английскую моду на платья с короткими рукавами и жакеты-спенсеры. В Испании же представители аристократии и высшего класса выступили против французских веяний и одевались как махи.

### Цвета и ткани
Были популярны светлые оттенки, свидетельствующие о высоком положении, белые, почти прозрачные ткани, кисеи. Материю научились отбеливать. Материалами служили лёгкие хлопчатобумажные и льняные ткани — муслин, батист, кисея, фуляр, кружево, креп, тюль, прозрачная шерсть — дымка.

### Одежда

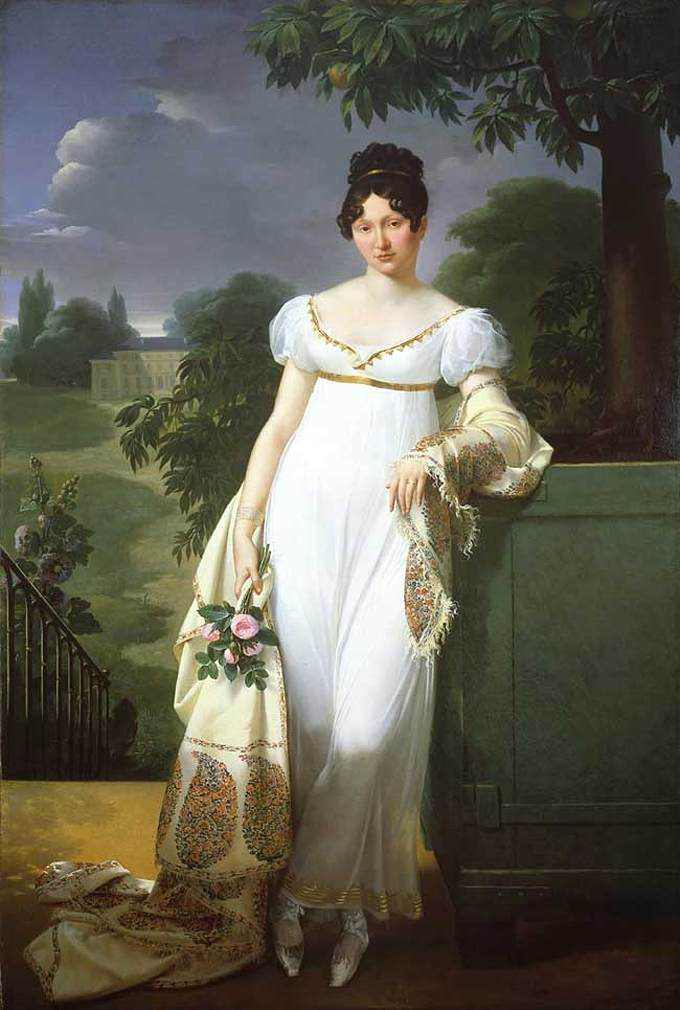
М-Ж. Блондель «Портрет Фелисити-Луизы де Дюрфор» (1808)

#### Платья
По внешнему виду платья напоминали рубашки и имели т. н. ампирный силуэт, созданный с оглядкой на античные пеплосы и хитоны. Их шили с высокой талией, под грудью перехватывали поясом, а сзади вставляли валик из конского волоса. Шею и руки оставляли открытыми. Полотнища платьев внизу расшивали золотой и серебряной нитью, зелёными пальмовыми листьями. Нижний край отделывали синелью, пайетками. Если платье было нарядным, предназначалось для визитов и танцев, то у него часто были короткие рукава с буфами.
Под платья-туники надевали рубашки или трико телесного цвета. Рубашка называлась шемиз («chemise»), сквозь него просвечивало тело. Иногда даже платья из тонких материй смачивали водой, чтобы они прилипали к телу. Декольте тоже были максимально открытыми. На парадных платьях его украшали небольшими стоячими воротниками-херусками.
Молодые девушки носили платья покороче, из-под которых виднелись длинные до щиколотки панталоны. Чаще всего их делали из лёгкого шёлка — фуляра, отделывали бархатной лентой и оборками.

#### Пальто
Большой вырез платья, выходя на улицу, было принято прикрывать пелериной. Для этой цели надевались рединготы (от англ. riding coat — пальто для скачек) — пальто из лёгких шерстяных тканей прилегающего силуэта.
С лёгкими платьями надевали лёгкое на подкладке кружевное манто, которое застёгивалось спереди на крючки.
Спенсер — короткий жакет с длинными рукавами на утеплённой ватной или меховой подкладке из чёрного, синего или коричневого бархата на шёлковой подкладке с кружевным воротником и застёжкой на крючках, также служил верхней одеждой.

### Обувь
Обувь изменилась, поскольку изменились танцы и походка — из-за отсутствия кринолинов стало удобней подходить ближе к партнёрше, а облегающее платье диктовало дамам особое внимание к своей походке.
Дамские туфли шили из белого, голубого и розового цветов атласа. Обувь была без каблука с острыми, длинными носками в форме лодочки, на утолщённой кожаной подошве. Эти очень открытые туфли, подобно балетным тапочкам, завязывались белыми лентами крест-накрест на манер античных сандалий.

### Головные уборы

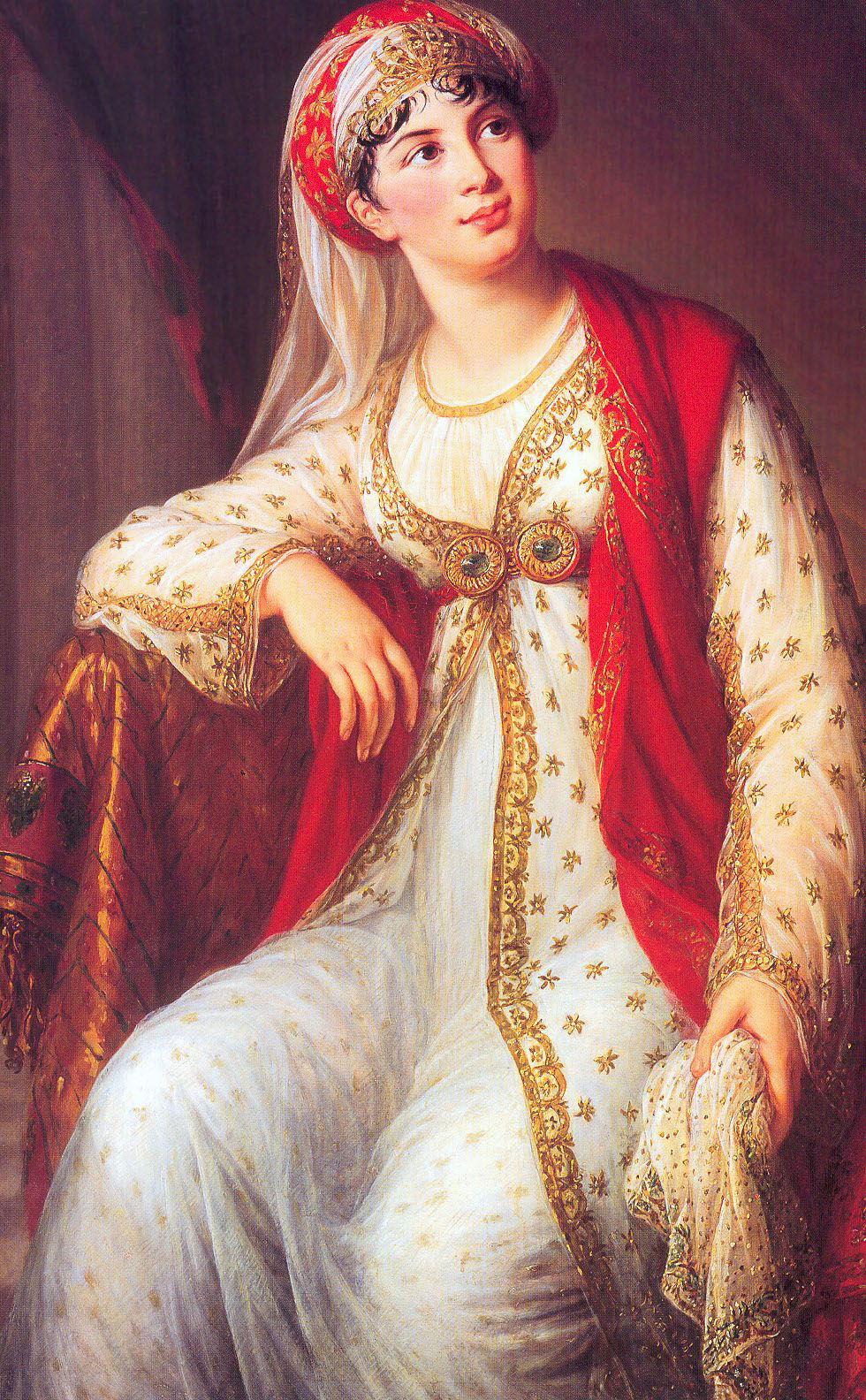
Ампирный наряд с тюрбаном на турецкий манер, около 1805

Головные уборы делались на восточный образец — популярны были тюрбаны, чалмы, «китайские» шляпки, на которые шли лёгкие муслиновые и шифоновые ткани, перевивая бусами и укрепляя на нём перья брошью, а также береты со страусовыми перьями. Также носили шляпы наподобие капора на каркасе, с большими полями спереди, отделывая их лентами и кружевом, подвязывая лентами под подбородком. Цвета для них использовались бледные. Копировались также шлемы и мужские шляпы.

### Аксессуары
Простые, как правило, однотонные светлые платья дополнялись множеством аксессуаров и украшений. Женщины носили белые длинные шёлковые перчатки и чулки (с серебряными стрелками, вышивкой с гирляндами дубовых и лавровых листьев); для прогулок по улице брали шёлковые зонты и ридикюли.
В начале XIX века несколько изменённый воротник-раф стал модной частью повседневной женской одежды.

#### Шали и шарфы
Шали с яркими бордюром и кистями или бахромой были необходимым аксессуаром и стоили невероятных денег. Их производство во Франции, вместо импортных кашмировых, началось благодаря покровительству императрицы Жозефины около 1805 года. Кроме своей эстетичности, они служили для защиты от холода. Возник даже особенный танец с шалью.
Декольте могли прикрывать прозрачными косынками — фишю. Замужние дамы и женщины в возрасте носили боа — узкий длинный шарф из меха или перьев.

#### Украшения

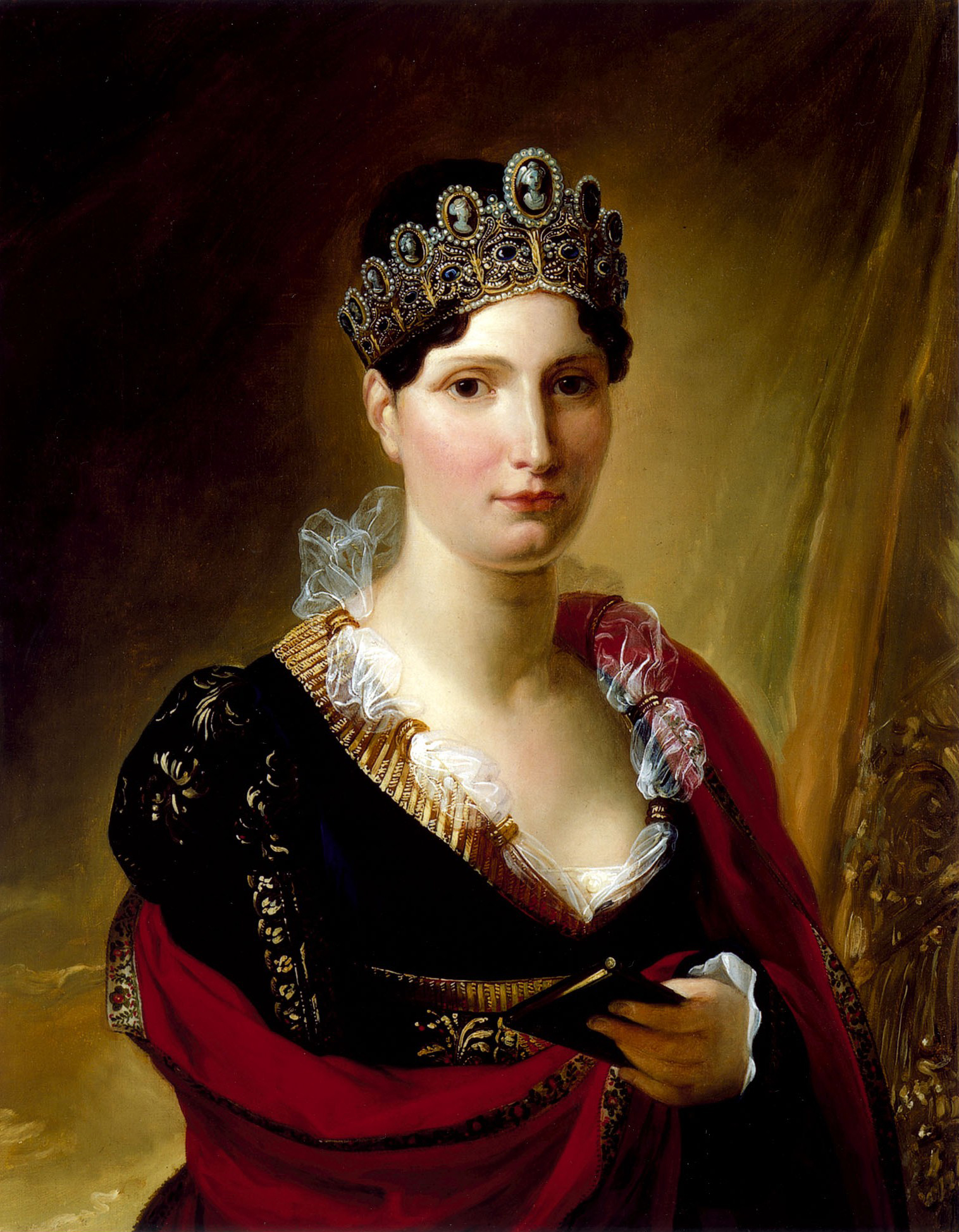
Элиза Бачиокки, племянница Наполеона, в диадеме с камеями, 1812

Камеи, благодаря своим античным истокам, на какое-то время затмили бриллианты и прочее. Они изготавливались из агатов и ониксов. Популярны были медальоны с локонами возлюбленных.
Браслеты носились на руках и ногах. Ножные браслеты — на щиколотке и выше колена. Ручные браслеты и кольца надевались поверх перчаток. Носятся ожерелья и колье, несколько раз обёрнутые вокруг шеи, серьги с богатыми подвесками. Были популярными круглые и овальные броши — ими закалывали модные кашемировые шали, необходимые при лёгкой одежде. «В золотые оправы брошей вставляли античные камеи или тонко выписанные эмалевые портретные миниатюры, которые, как правило, окружали пояском из мелких бриллиантов или жемчужин. Нередко вместо резных камней и эмалевых миниатюр в броши монтировали мозаичные изображения или веджвудские неглазурованные бисквиты с двухслойными рельефами, преимущественно белыми на голубом фоне».

### Причёски и косметика

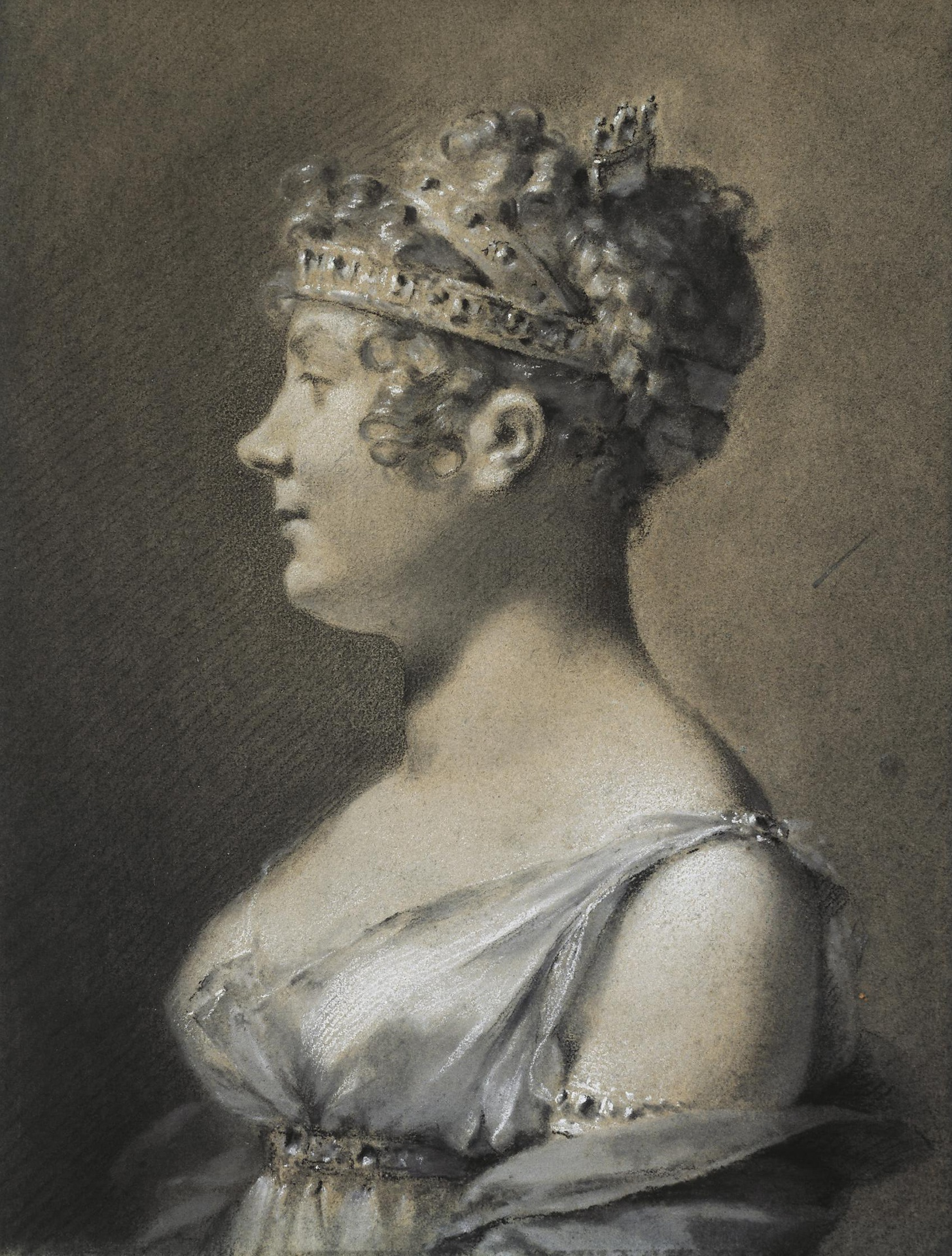
Пьер Поль Прюдон — Катерина Талейран

В моде была белизна лица и кожи, наподобие мраморных, поэтому пудрили всё тело, могли использовать неяркую помаду. Яркая косметика не была популярна.
После Великой Французской революции происходит всеобщее упрощение моды в качестве протеста против дворянской аристократической культуры рококо. Парики и пышные конструкции из волос теряют популярность. В Париже появилась так называемая «причёска жертвы» (фр. à la sacrifié) как подражание приговорённым к казни на гильотине. На фоне увлечения античностью распространение получают причёски, подражающие античным: «а-ля грек», «а-ля Аспазия», «а-ля Тит». Последнюю причёску популяризировала известная светская дама Тереза Тальен.
В период Директории пользовались популярностью парики с короткой причёской, причём тёмные парики чередовались со светлыми, поскольку господствовал принцип: «белокурый парик утром, а тёмный — вечером».
Вскорости произошло возвращение к длинным волосам, уложенным «а-ля грек»: волосы собирали высоко, укладывали в сеточку или в косы, завивали, украшали лентами и цветами. Лицо обрамляли различными видами локонов — плоских, круглых, спиральных, трубчатых, ленточных, стружками. Сзади был пучок («узел Психеи») — из своих волос или же шиньона, закреплённого гребнями, шпильками или сетками. На лоб выбивались кудряшки. В 1810-е годы укладывали над ушами кольца из волос.
Голова украшалась диадемами и обручами, также использовались фероньерки, венки из искусственных цветов и колосьев, дубовых и лавровых листьев.

## Мужская мода
Лишь двум деталям мужского костюма — жилету и галстуку — дозволялось быть яркими. Галстуки в то время были похожи на шейные платки, которые повязывались под воротником-фатермордером. Из украшений в мужской одежде есть булавка для галстука и часы. Законодателем моды в Англии был денди Джордж Браммел, который ввёл в моду современный мужской чёрный костюм с галстуком, ставший деловой и официальной одеждой.
В Европе в эпоху регентства фрак носят в сочетании со светлыми жилетом и панталонами, которые держались на подтяжках. До 1820 года носили жилеты с одним и двумя рядами пуговиц. В эпоху бидермайер (с 1815 по 1848 год) фрак светлых тонов является повседневной одеждой. Фраки шили из тонкого сукна, а порой и из бархата. Стали появляться галстуки других цветов, кроме белого: черные, красные, цветные. Мужские костюмы в стиле ампир были выполнены в тёмных тонах. Главным элементом являлся шерстяной фрак с большим воротником-стойкой. Под фрак мужчины надевали жилет, белые сорочки и светлые панталоны. Также большую популярность приобрели сюртуки, рединготы и высокие шляпы. Обязательной принадлежностью повседневного костюма стал цилиндр.
Брюки иногда украшали лампасы с пуговицами по всей длине. К этому костюму предпочитали низкие туфли и трость.

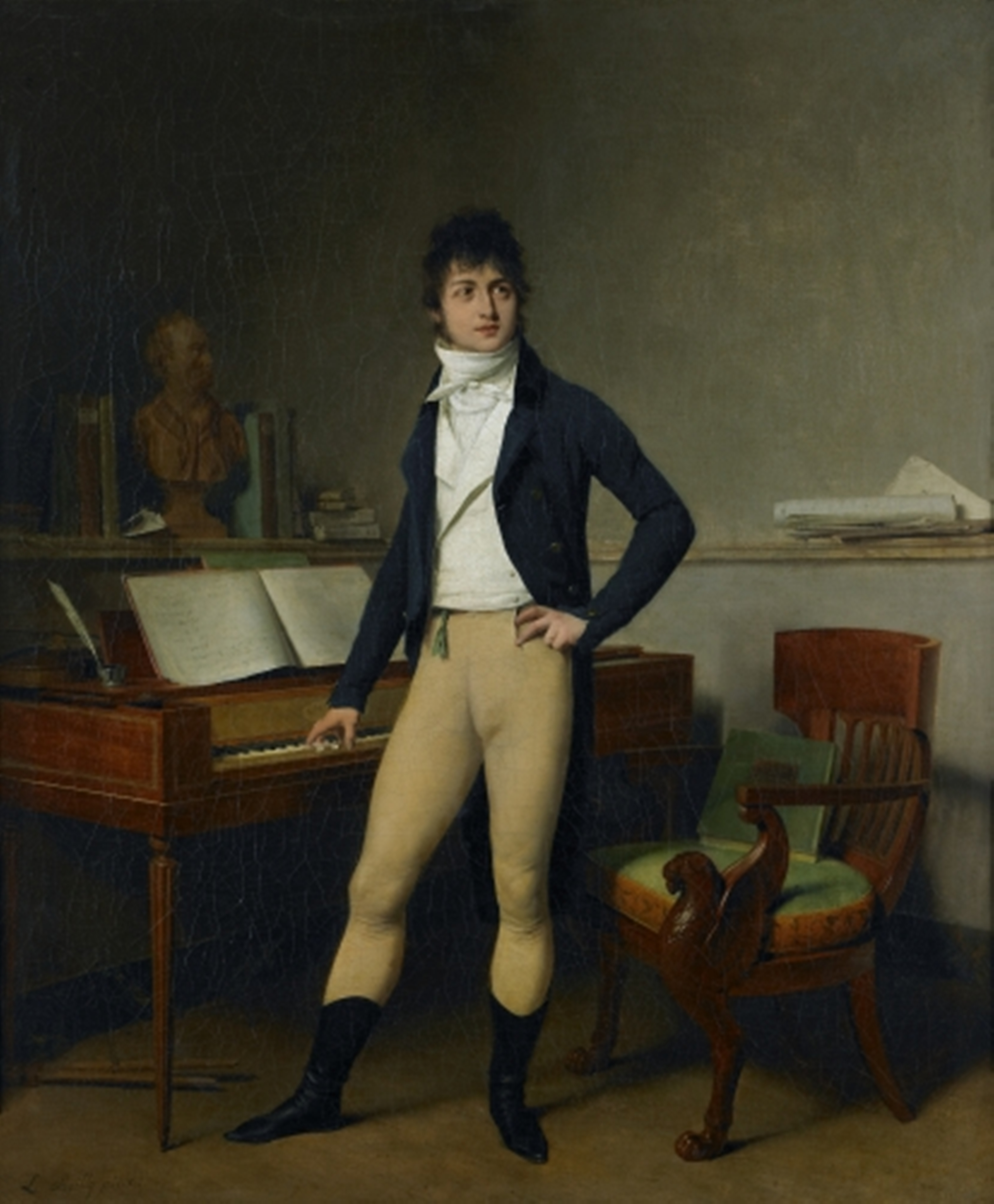
Л-Л. Буальи - Портрет композитора Франсуа-Адриен Бойельдье (ок. 1800)
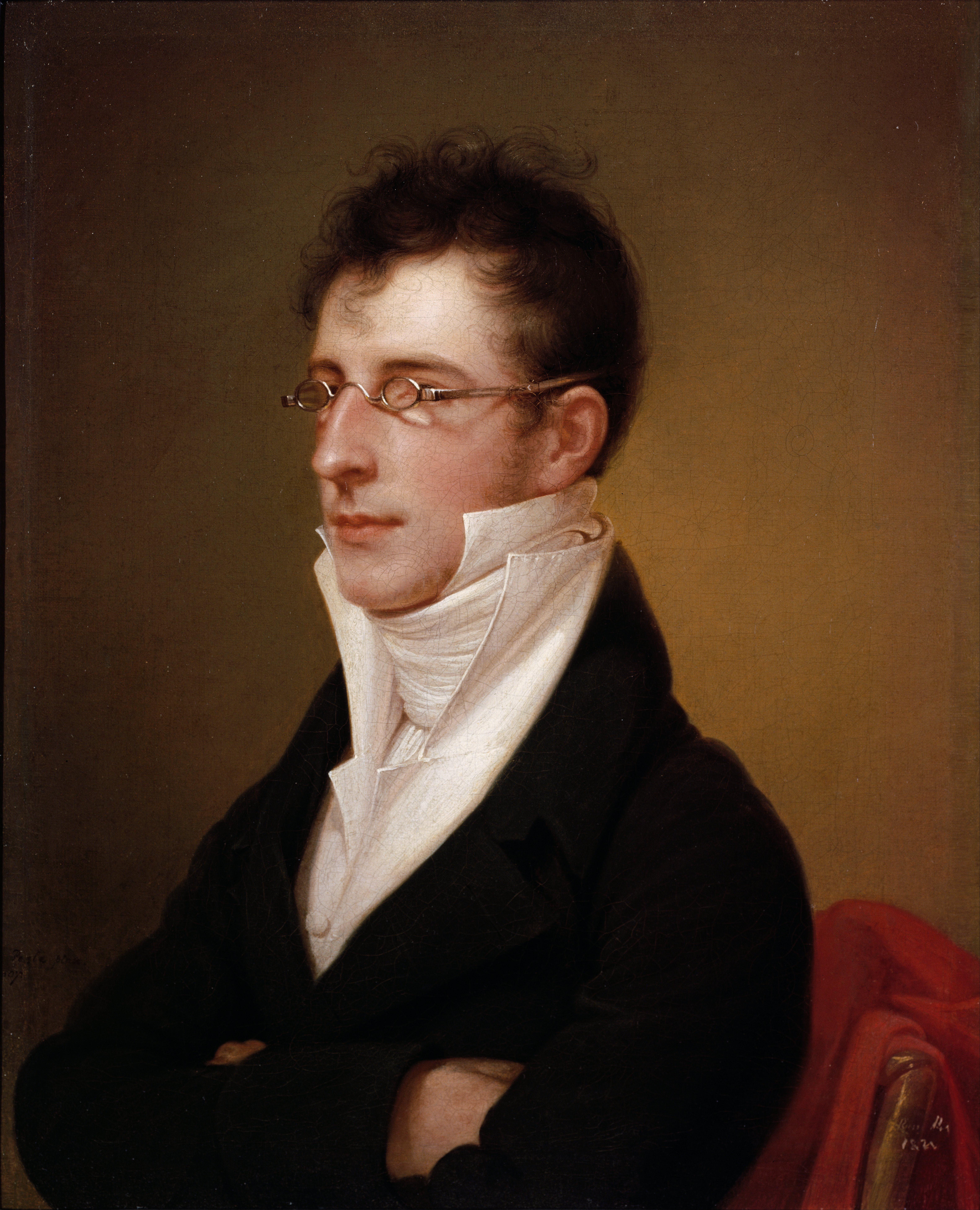
Рембрандт Пил - портрет Рубенса Пила (1807)
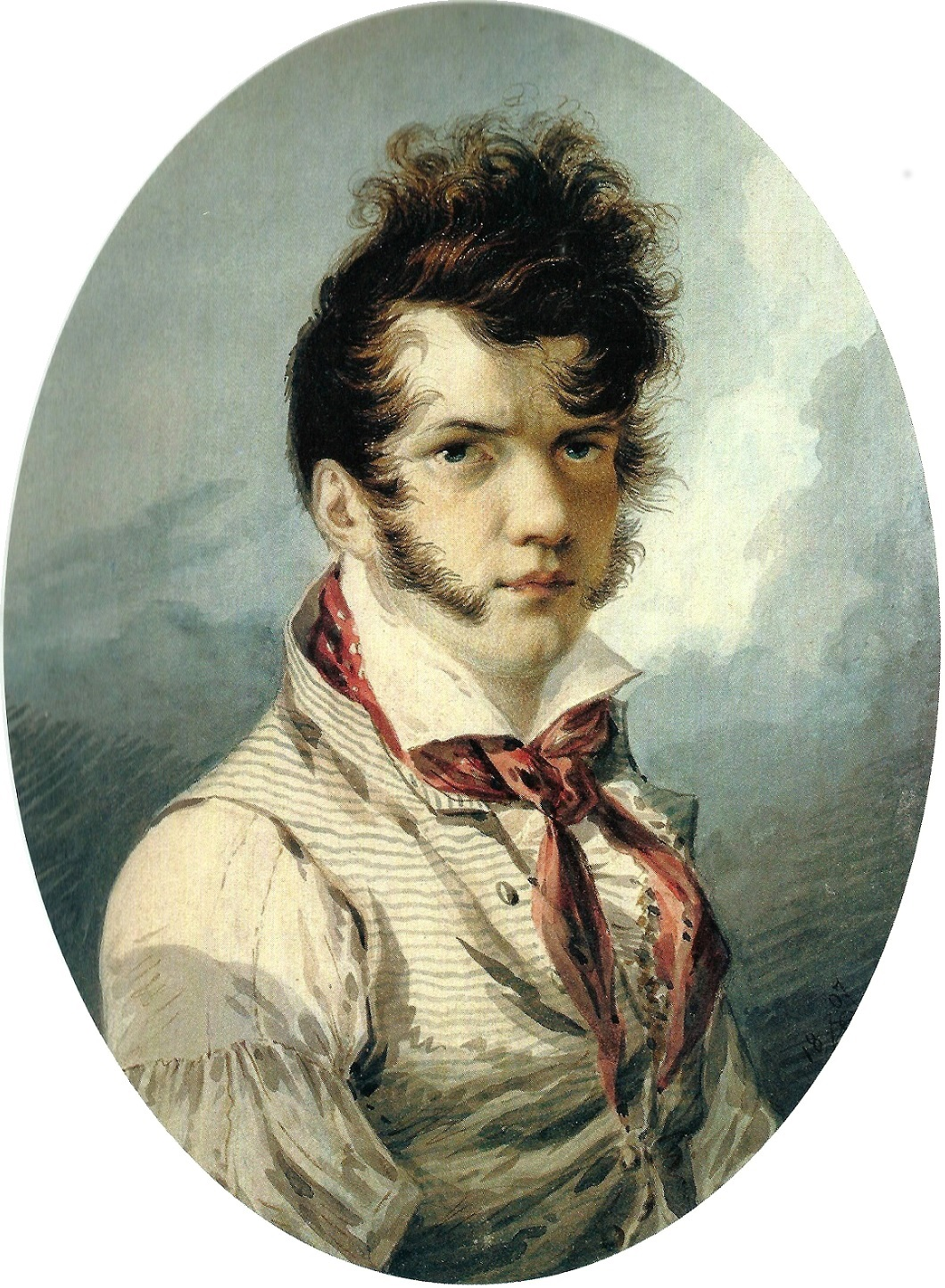
А. О. Орловский (1807) автопортрет
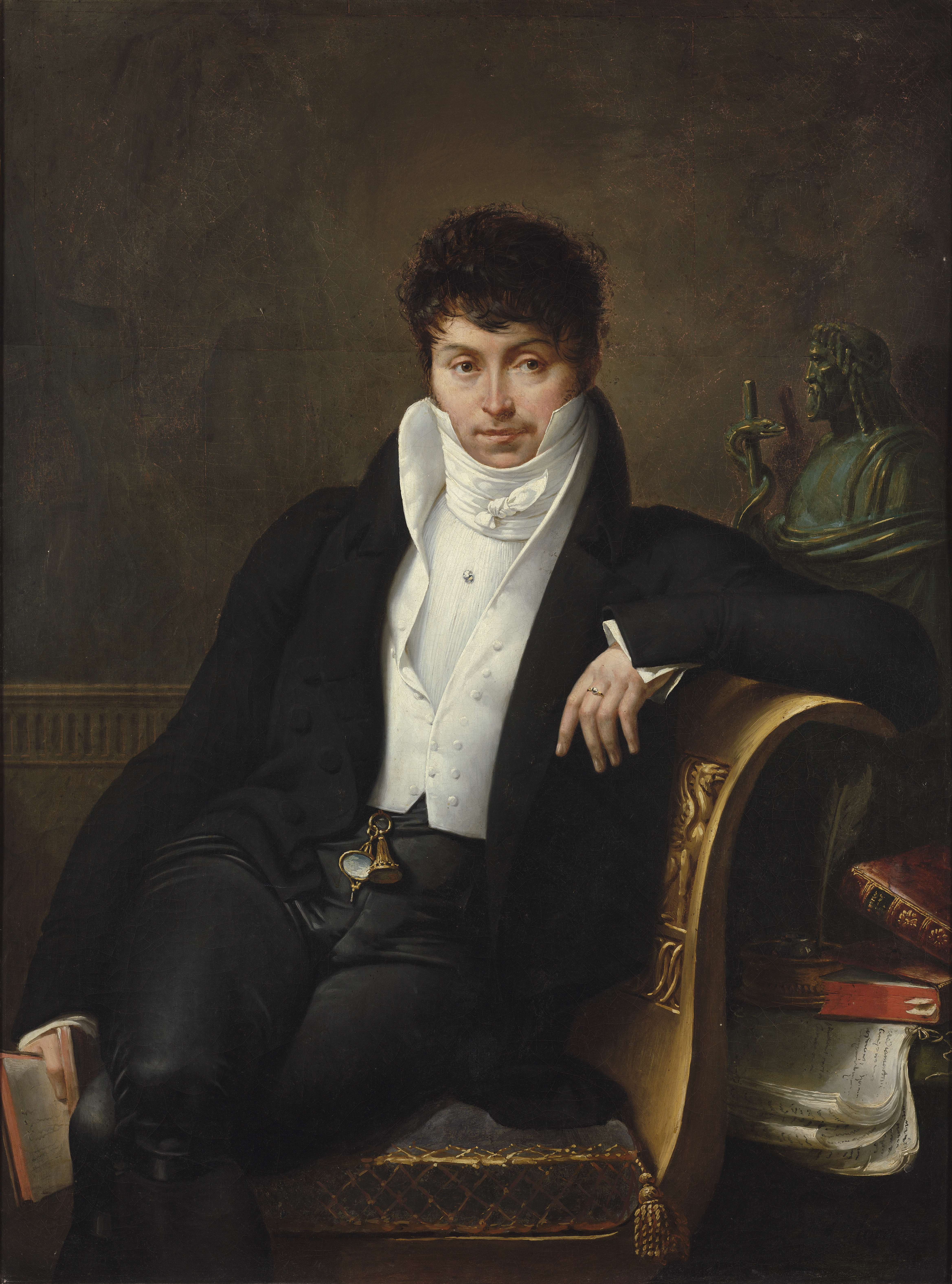
Мерри-Жозеф Блондель - Портрет Пьера-Жана-Жоржа Кабане
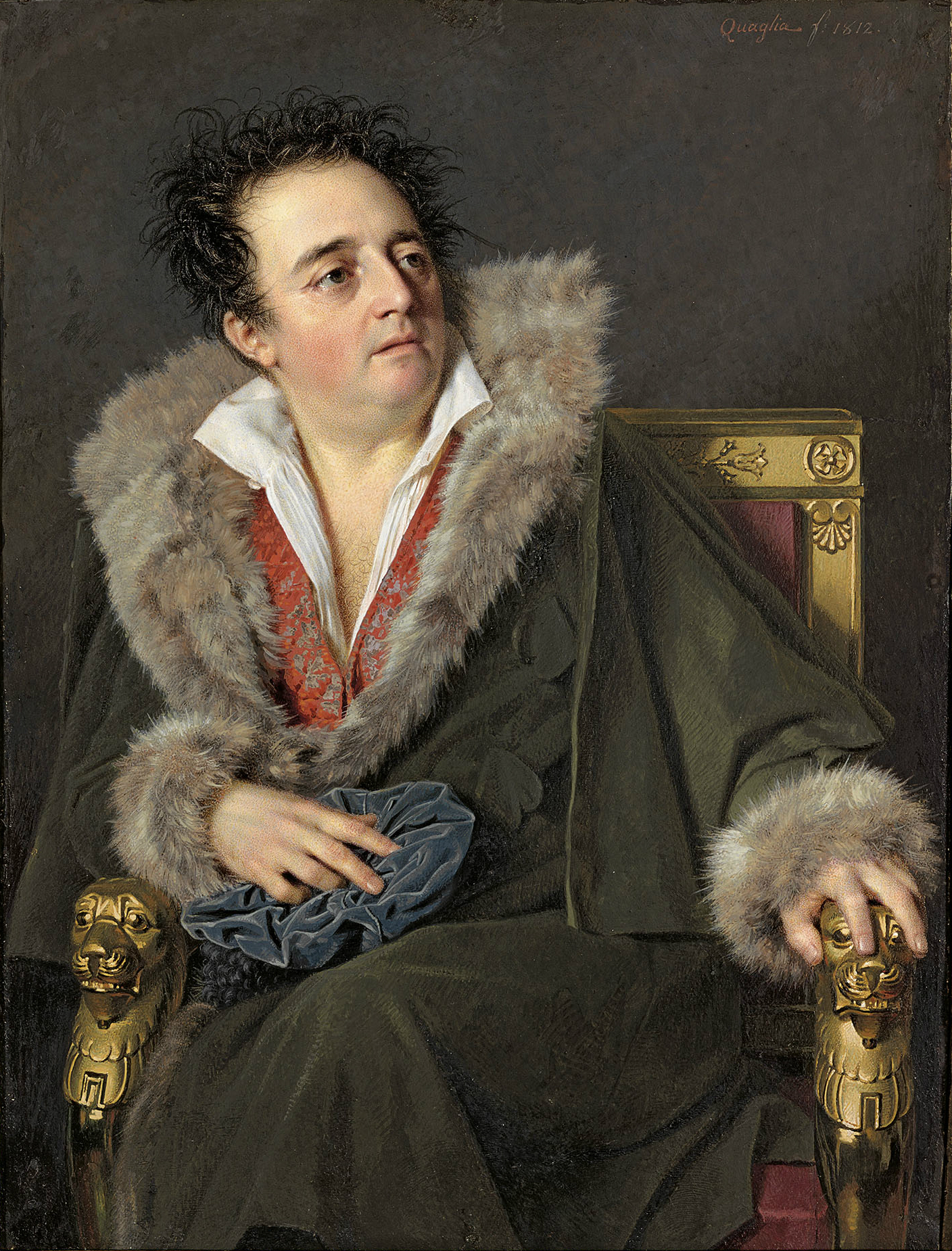
Фернандо Квалья - Игнацио Деготти (1812)
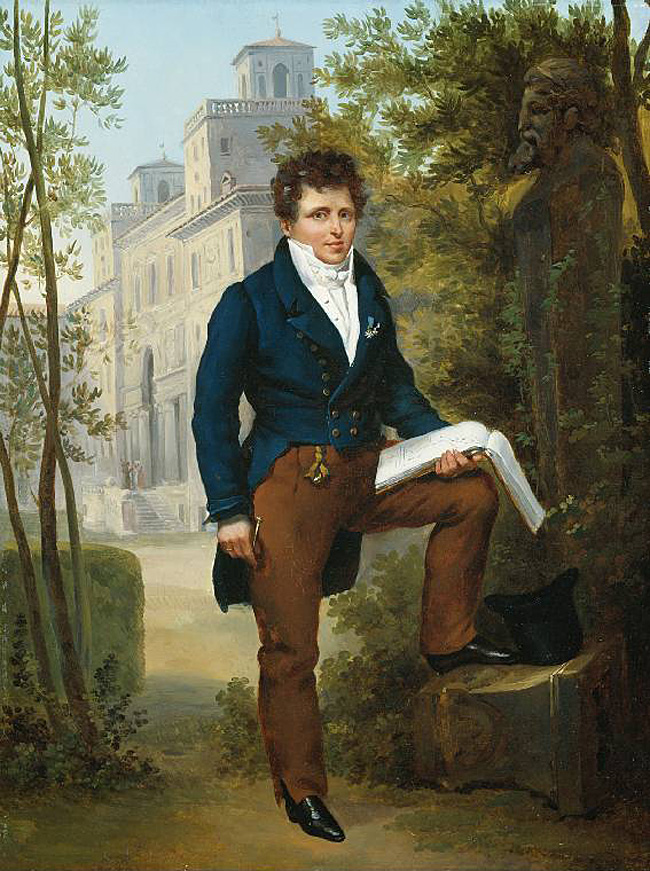
Никола-Пьер Тиолье (1817)
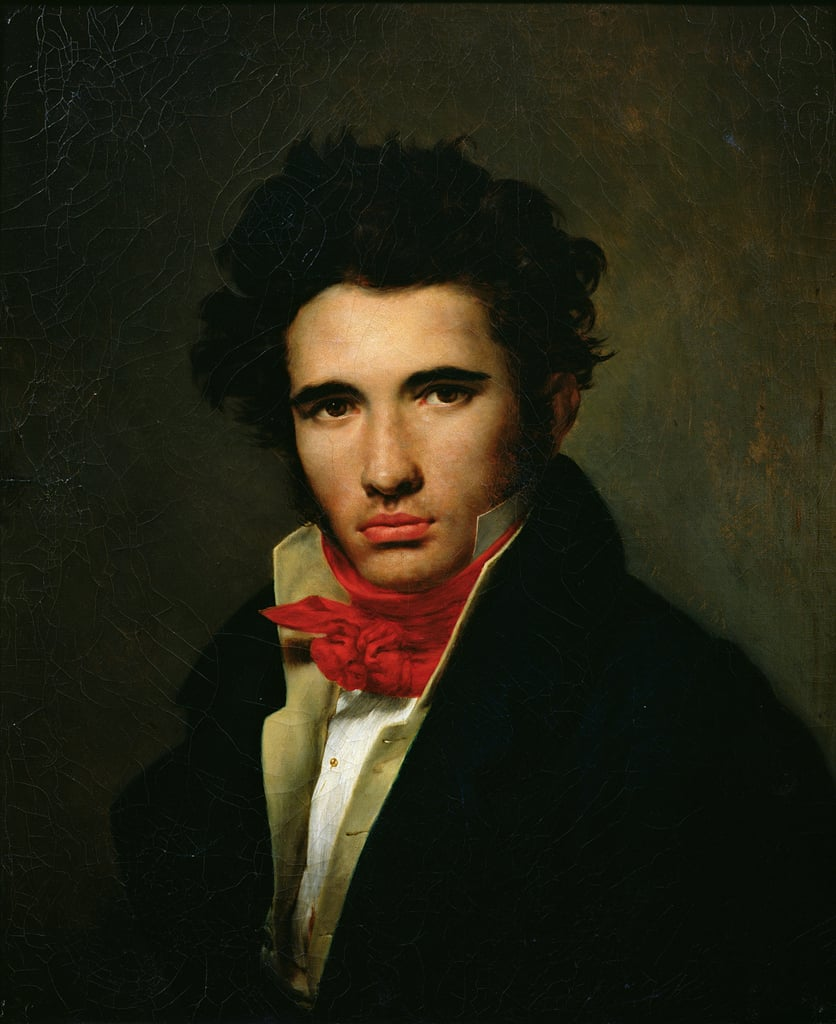
Леон Конье, автопортрет (1818) с красным шейным платком

## Детская мода
И мальчики, и девочки носили одинаковую одежду до 4 лет, когда мальчикам впервые надевали бриджи или брючки (англ. breeched).

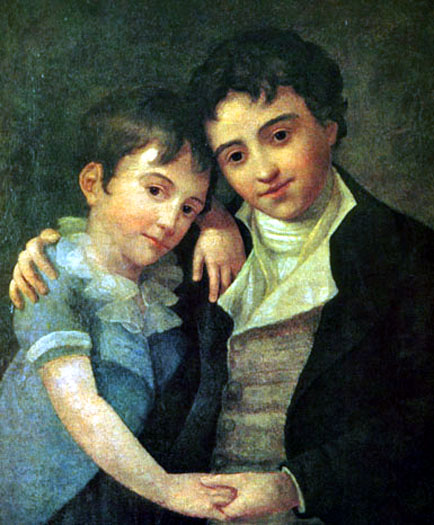
Сыновья Моцарта, 1798
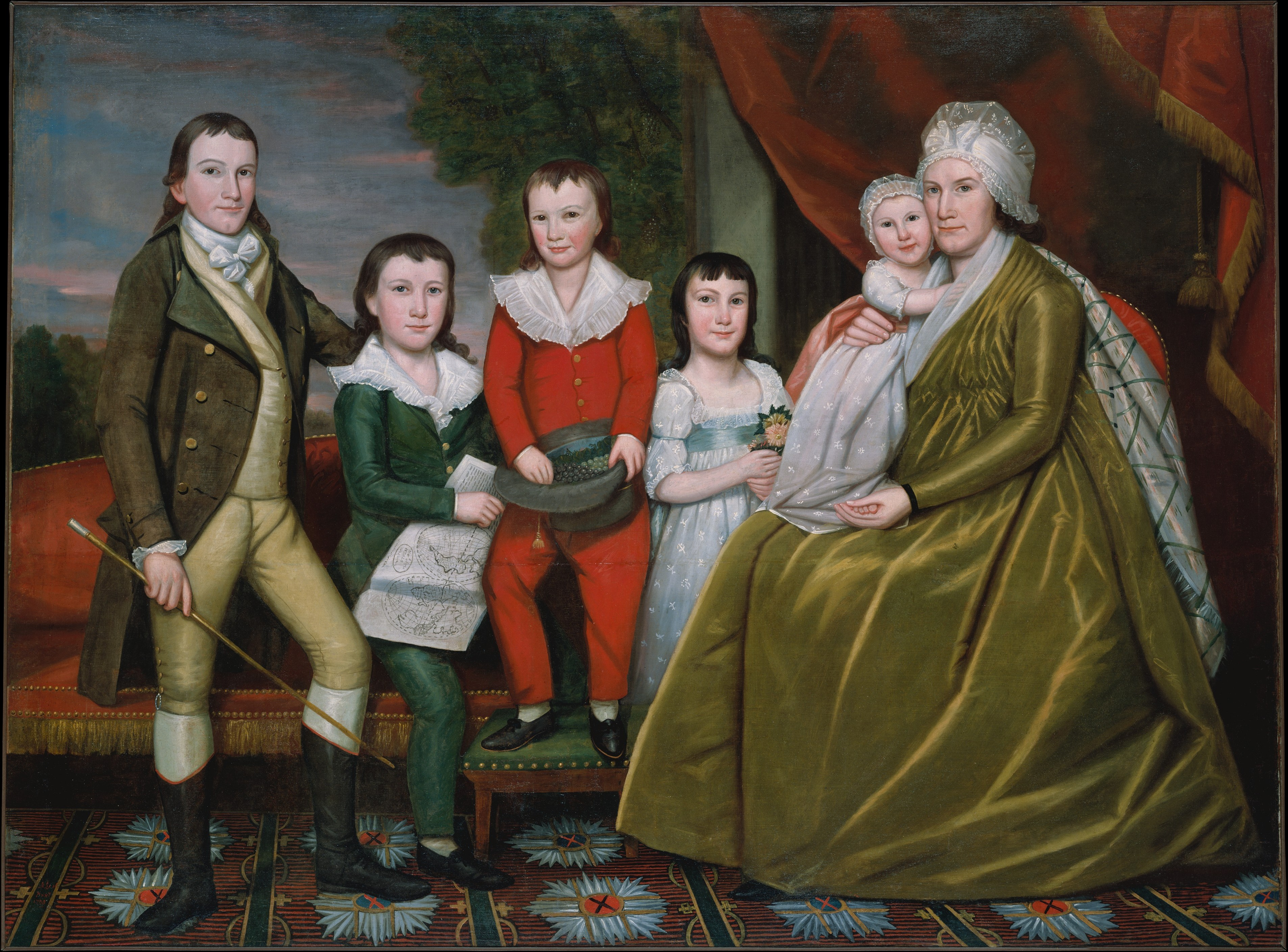
Миссис Смит и её дети, 1798. США
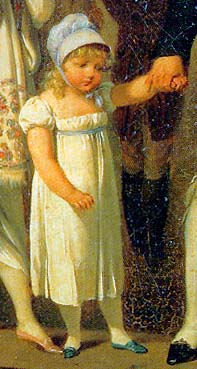
Девочка, ок. 1803. Париж
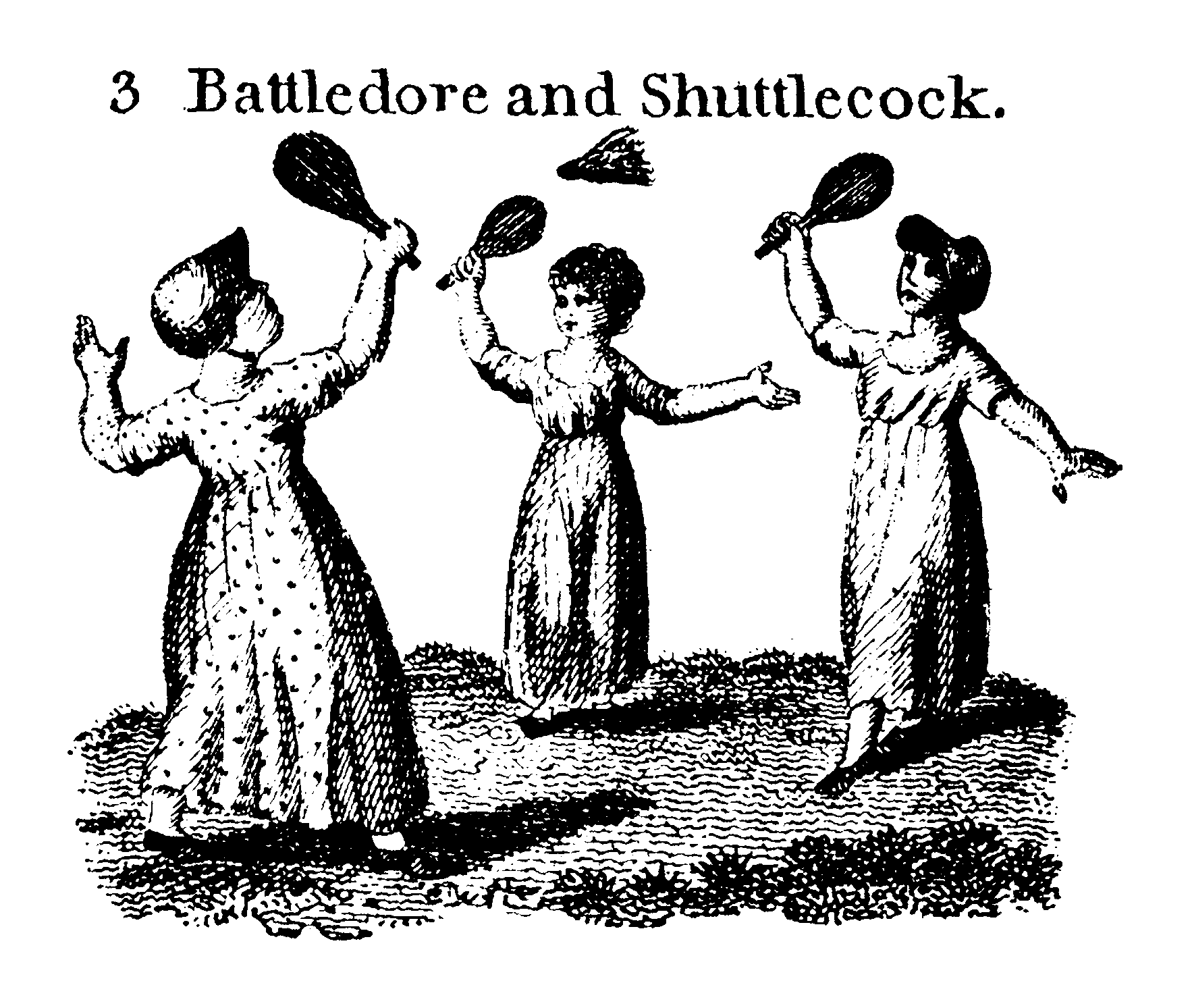
Платья для игр, 1804
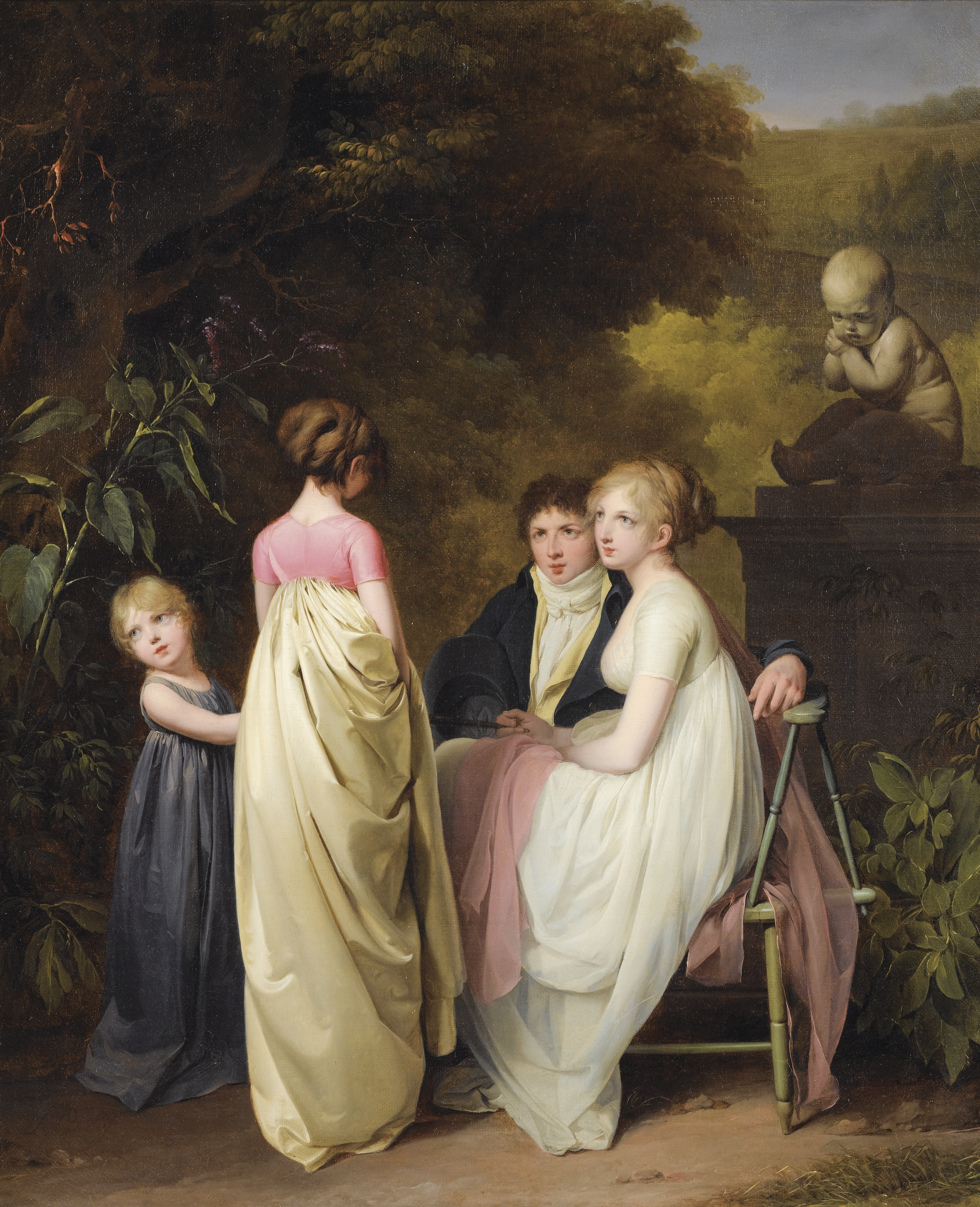
Луи-Леопольд Буальи - Разговор в парке, 1812.
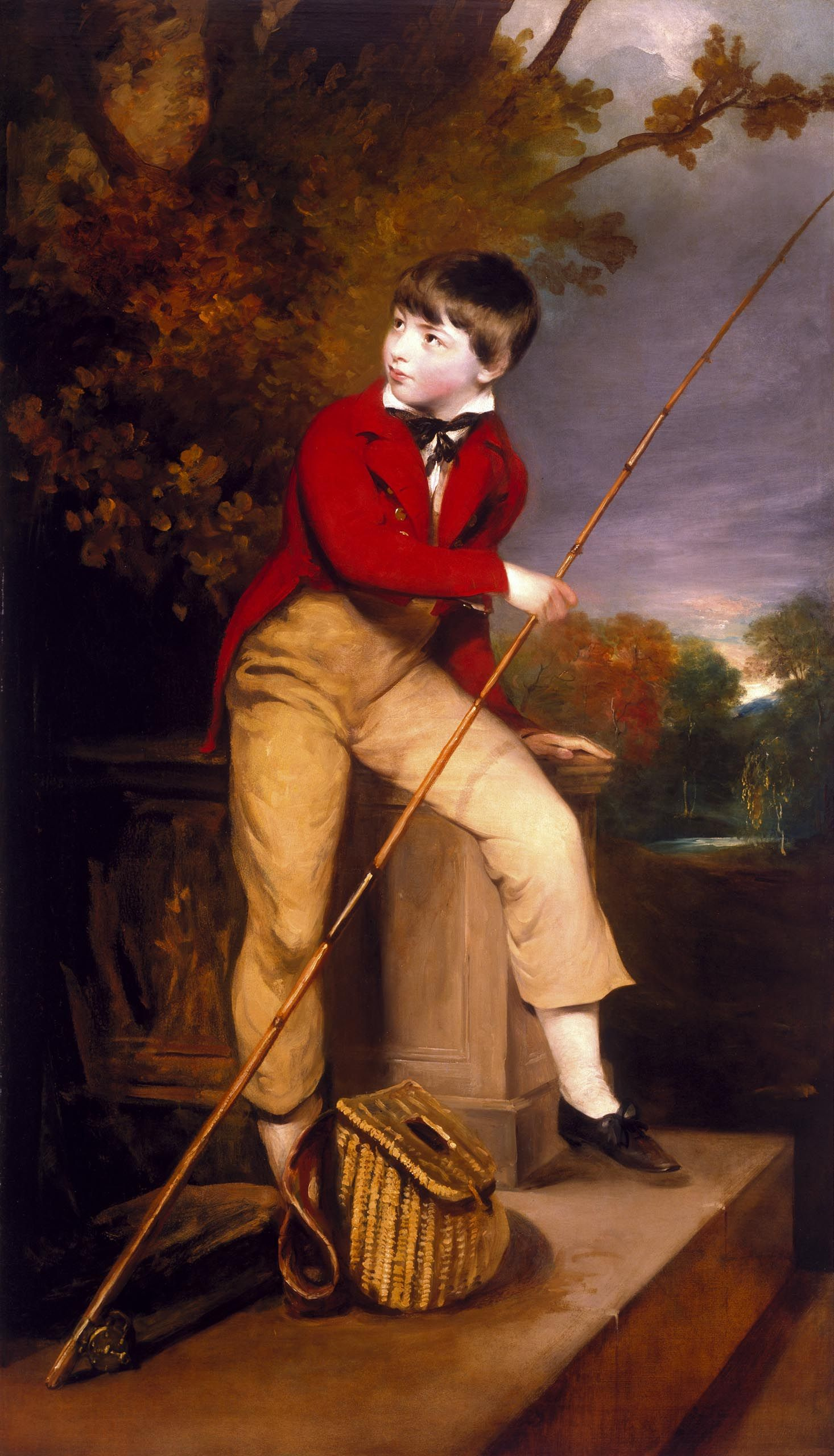
Генри Томсон - Портрет Роджера Мейнверинга, 1812. Англия
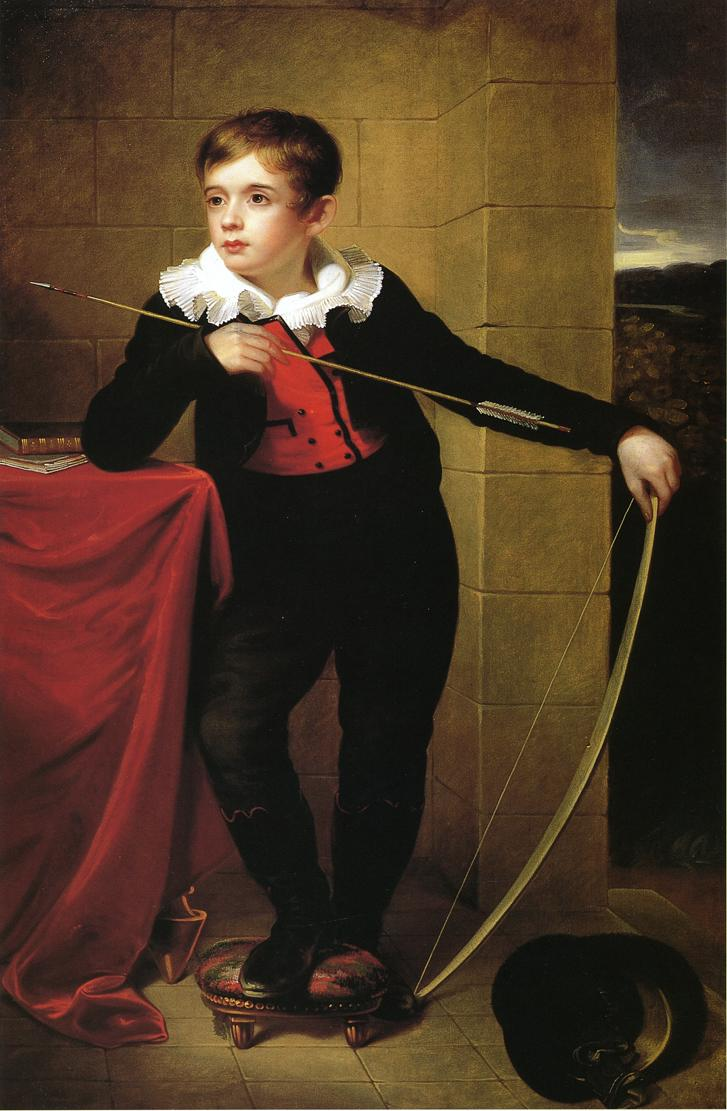
Мальчик из семьи Телора, 1812. США
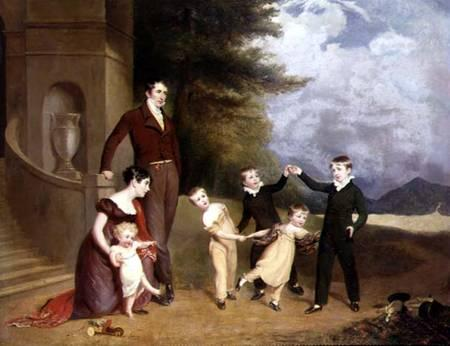
Томас Филлипс - семья графа Гренвила, ок. 1815. Англия